# Phaeotrema feeanum
Phaeotrema feeanum är en svampart som först beskrevs av A. Massal., och fick sitt nu gällande namn av Alexander Zahlbruckner 1923. Phaeotrema feeanum ingår i släktet Phaeotrema, klassen Dothideomycetes, divisionen sporsäcksvampar och riket svampar.   Inga underarter finns listade i Catalogue of Life.